# Утеганов, Александр Кадырович
Александр Кадырович Утеганов (4 марта 1924, Верхнеудинск, Бурят-Монгольская АССР — 11 августа 1991, Киев) — советский театральный режиссёр. Народный артист Украинской ССР (1978).
Сын архивиста Кадыра Утеганова (1900—1938, репрессирован). Член ВКП(б) с 1945 года.
В 1952 году окончил Харьковский государственный театральный институт, ученик Марьяна Крушельницкого. В 1952—1954 гг. работал в Измаиле. В 1954—1955 гг. в Республиканском театре русской драмы в Петрозаводске, под руководством Мара Сулимова, ставшего его вторым учителем. В 1955—1958 гг. в Якутске, где, в частности, поставил в Русском драматическом театре инсценировку романа Дмитрия Мамина-Сибиряка «Золотопромышленники», ставшую одним из первых спектаклей в новом здании театра.
В 1958—1968 гг. работал в Казахском театре драмы имени М. О. Ауэзова, в течение первого сезона — вновь под руководством Мара Сулимова, совместно с ним поставил «Битву в пути» Галины Николаевой, «Дикарей» Сергея Михалкова, «Вчера в Касаткине» Авенира Зака и Исая Кузнецова. С 1966 года преподавал актёрское мастерство в открывшейся при Театре имени Ауэзова театральной студии.
В 1968—1986 гг. главный режиссёр Донецкого академического областного драматического театра в Жданове. Начал свою многолетнюю работу в этом городе постановкой «Джордано Бруно» по пьесе Олега Окулевича, с которым вместе работал в Петрозаводске; в 1969 году инсценировал роман Михаила Шолохова «Поднятая целина». В дальнейшем работал с широким диапазоном драматургического материала, от Уильяма Шекспира до Михаила Шатрова. Под руководством Утеганова театр гастролировал в Москве, Ленинграде, Риге, Минске, Баку и многих других городах.
Ушёл в отставку, желая дать дорогу новому поколению режиссёров. Последние годы жизни работал в народном театре Дворца культуры комбината «Азовсталь».
Сын — актёр и режиссёр Алексей Утеганов.